# Α-tocoferylacetaat
α-tocoferylacetaat of α-tocoferolacetaat is de ester van α-tocoferol (vitamine E) en azijnzuur.

## Structuur
Het molecuul van tocoferylacetaat bezit drie stereocentra, zodat er acht enantiomeren van bestaan. Het commercieel verkrijgbare α-tocoferylacetaat is meestal een racemisch mengsel van enantiomeren, aangeduid als (all-rac)-α-tocoferylacetaat.

## Eigenschappen
In tegenstelling tot vitamine E komt het acetaat van vitamine E niet in de natuur voor maar wordt het synthetisch bereid. Het acetaat is stabieler, langer houdbaar en gemakkelijker te gebruiken dan vitamine E zelf. Het racemisch mengsel is een olieachtige, reukloze vloeistof die niet oplosbaar is in water.

## Toepassing
Het is een veelgebruikt ingrediënt in huidverzorgingsproducten zoals huidcrèmes, cosmetica, en andere producten die met de huid in contact komen zoals zonnebrandcrèmes of handafwasmiddelen. De concentratie van tocopherylacetaat in cosmetica ligt meestal tussen 0,05 en 0,3%; in huidverzorgingsproducten tussen 2 en 10% en in producten voor therapeutisch gebruik tot 20 à 25%.
De stof kan door de huid dringen en in het lichaam wordt het door esterasen gesplitst waardoor de antioxidant vitamine E vrijkomt. Nochtans is uit een studie gebleken dat α-tocopherylacetaat dat op de huid is aangebracht en door de huid wordt geabsorbeerd, zo goed als niet in de huid wordt omgezet naar vrij α-tocoferol.